# Richards Bay
Richards Bay är en stad i KwaZulu-Natal, Sydafrika. 2011 hade staden 57 387 invånare. Staden är belägen vid en 30 km² stor lagun i Mhlatuze-floden, vilket ger den en av Sydafrikas största hamnar.
År 1935 skapades Richards Bay Game Sanctuary för att skydda lagunens omgivningar och 1943 utvidgades den till Richards Bay Park. Områdets bebyggelse uppfördes vid lagunens stränder 1954. Stadsrättigheter fick Richards Bay 1969. 1976 omvandlades Richards Bays hamn till en djuphamn med järnväg och en olje- och gasledning som förbinder hamnen med Johannesburg. Ett aluminiumsmältverk och en konstgödningsfabrik har uppförts vid hamnen. Titan bryts från sanddynerna nära lagunen.